# Gewichtheffen op de Olympische Zomerspelen 2016 – Klasse tot 77 kilogram mannen
Het gewichtheffen in de klasse tot 77 kilogram voor mannen op de Olympische Zomerspelen 2016 vond plaats op woensdag 10 augustus. Regerend olympisch kampioen was Lü Xiaojun uit China. Hij kwam tijdens deze Spelen in actie en kon derhalve zijn titel verdedigen: ondanks een nieuw wereldrecord op het onderdeel trekken slaagde Lü er niet in zijn titel te verdedigen. De totale score die een gewichtheffer behaalde was de som van zijn beste resultaten in het trekken en het voorslaan en uitstoten, met de mogelijkheid tot drie pogingen in elk onderdeel. In deze gewichtsklasse deden dertien atleten mee, afkomstig uit dertien verschillende landen.
De Kazach Nijat Rahimov won het goud na een wereldrecord in het voorslaan en uitstoten (214 kilogram). De Chinees Lü trok een nieuw wereldrecord van 177 kilogram omhoog en eindigde net als Rahimov op een totaalscore van 379 kilogram. De Kazach won echter omdat hij een minder zwaar lichaamsgewicht had ten tijde van de wedstrijd. Rahimovs overwinning werd na afloop in twijfel getrokken, onder anderen door bronzen medaillewinnaar Mohamed Ihab, omdat hij recentelijk was teruggekeerd van een dopingschorsing.
De totaalscores van Rahimov en Lü waren een evenaring van het oude olympisch record uit 2012, ook in handen van de Chinees.

## Records
Voorafgaand aan het toernooi waren dit de wereldrecords en de olympische records.
| Wereldrecord     | Trekken | Lü Xiaojun         | 176 kg | Wrocław | 24 oktober 2013   |
| Wereldrecord     | Stoten  | Oleg Perepetsjenov | 210 kg | Trenčín | 27 april 2001     |
| Wereldrecord     | Totaal  | Lü Xiaojun         | 380 kg | Wrocław | 24 oktober 2013   |
| Olympisch record | Trekken | Lü Xiaojun         | 175 kg | Londen  | 1 augustus 2012   |
| Olympisch record | Stoten  | Zhan Xugang        | 207 kg | Sydney  | 22 september 2000 |
| Olympisch record | Totaal  | Lü Xiaojun         | 379 kg | Londen  | 1 augustus 2012   |

## Uitslag
| rang   | naam                 | land        | groep | gewicht | trekken (kg) | trekken (kg) | trekken (kg) | trekken (kg) | stoten (kg) | stoten (kg) | stoten (kg) | stoten (kg) | totaal |
| rang   | naam                 | land        | groep | gewicht | 1            | 2            | 3            | Score        | 1           | 2           | 3           | Score       | totaal |
| ------ | -------------------- | ----------- | ----- | ------- | ------------ | ------------ | ------------ | ------------ | ----------- | ----------- | ----------- | ----------- | ------ |
| Goud   | Nijat Rahimov        | Kazachstan  | A     | 76,19   | 160          | 165          | 168          | 165          | 202         | 214         | –           | 214 WR      | 379    |
| Zilver | Lü Xiaojun           | China       | A     | 76,83   | 170          | 175          | 177          | 177 WR       | 197         | 197         | 202         | 202         | 379    |
| Brons  | Mohamed Ihab         | Egypte      | A     | 76,69   | 160          | 165          | 168          | 165          | 196         | 196         | 203         | 196         | 361    |
| 4      | Chatuphum Chinnawong | Thailand    | A     | 76,52   | 160          | 165          | 165          | 165          | 191         | 191         | 191         | 191         | 356    |
| 5      | Alexandru Șpac       | Moldavië    | A     | 76,52   | 150          | 155          | 158          | 155          | 185         | 190         | 192         | 192         | 347    |
| 6      | Andrés Caicedo       | Colombia    | B     | 76,26   | 150          | 150          | 155          | 155          | 191         | 197         | 197         | 191         | 346    |
| 7      | Andrés Mata          | Spanje      | B     | 76,32   | 145          | 150          | 153          | 153          | 185         | 190         | 190         | 190         | 343    |
| 8      | Choe Jon-wi          | Noord-Korea | A     | 76,54   | 153          | 157          | 158          | 153          | 184         | 190         | 194         | 190         | 343    |
| 9      | Ibrahim Abdelbaki    | Egypte      | A     | 76,90   | 147          | 152          | 152          | 152          | 186         | 186         | 192         | 186         | 338    |
| 10     | Nico Müller          | Duitsland   | B     | 76,70   | 145          | 149          | 151          | 151          | 177         | 181         | 185         | 181         | 332    |
| 11     | Sathish Sivalinga    | India       | B     | 76,96   | 143          | 148          | 153          | 148          | 176         | 181         | 186         | 181         | 329    |
| 12     | Deni                 | Indonesië   | B     | 69,38   | 140          | 146          | 149          | 146          | 172         | 177         | 181         | 177         | 323    |
| –      | Andranik Karapetyan  | Armenië     | A     | 76,75   | 170          | 174          | 176          | 174          | 195         | 195         | –           | DNF         | DNF    |
| –      | Dumitru Captari      | Roemenië    | B     | 76.68   | 145          | 150          | 150          | 145          | –           | –           | –           | DNF         | DNF    |